# Arco a ferro di cavallo

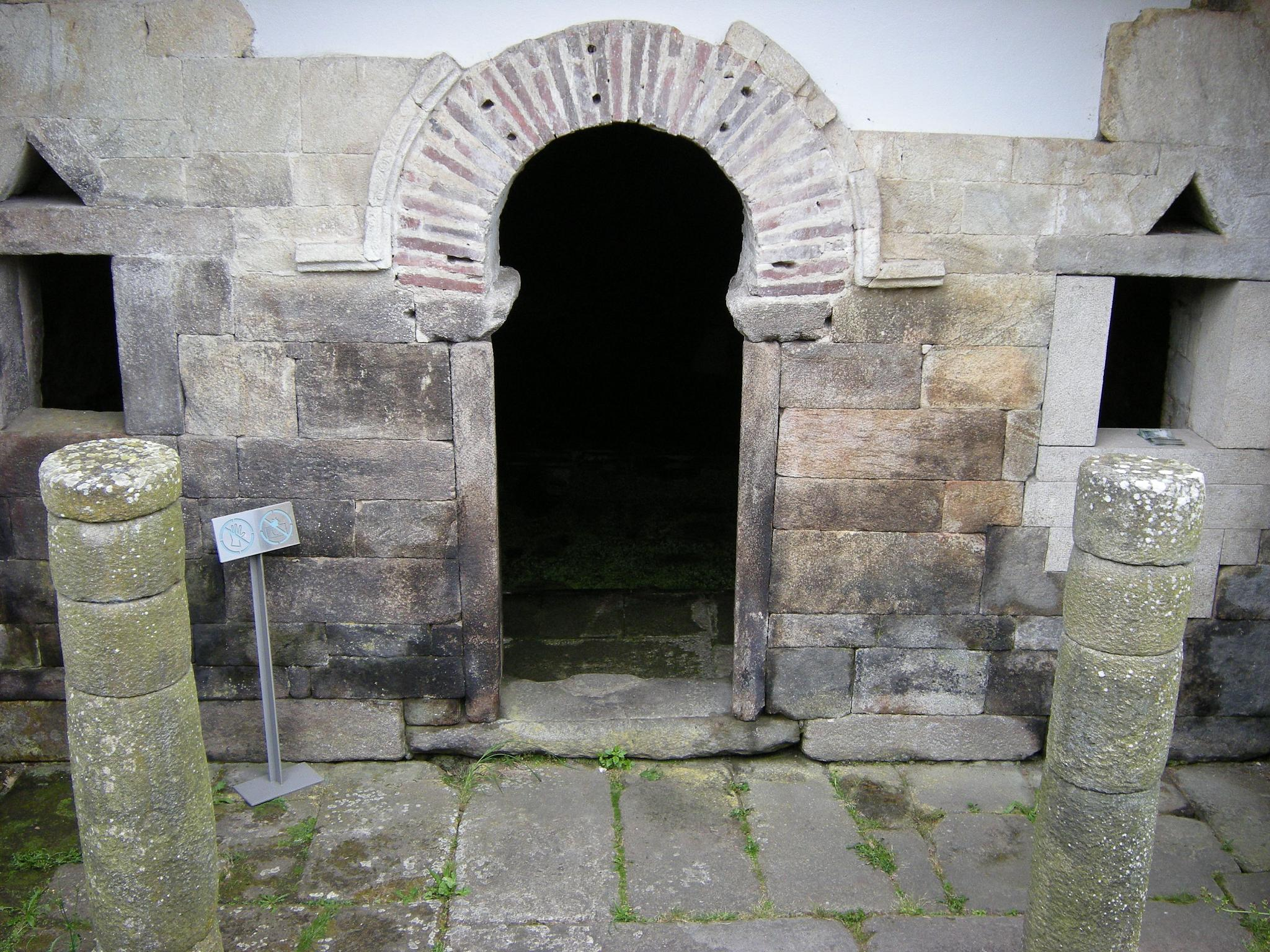
Esempio di arco a ferro di cavallo (Santa Eulalia di Bóveda).

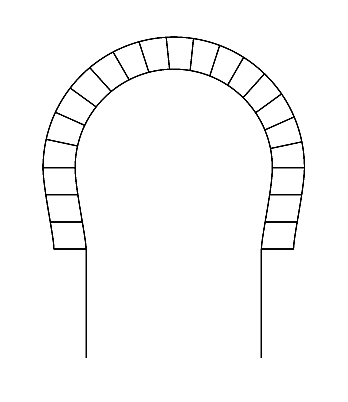
Arco a ferro di cavallo.

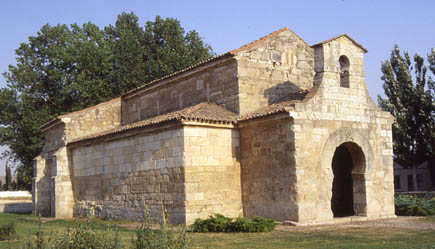
Chiesa di San Giovanni Battista, in Spagna, di epoca visigota (VII secolo).

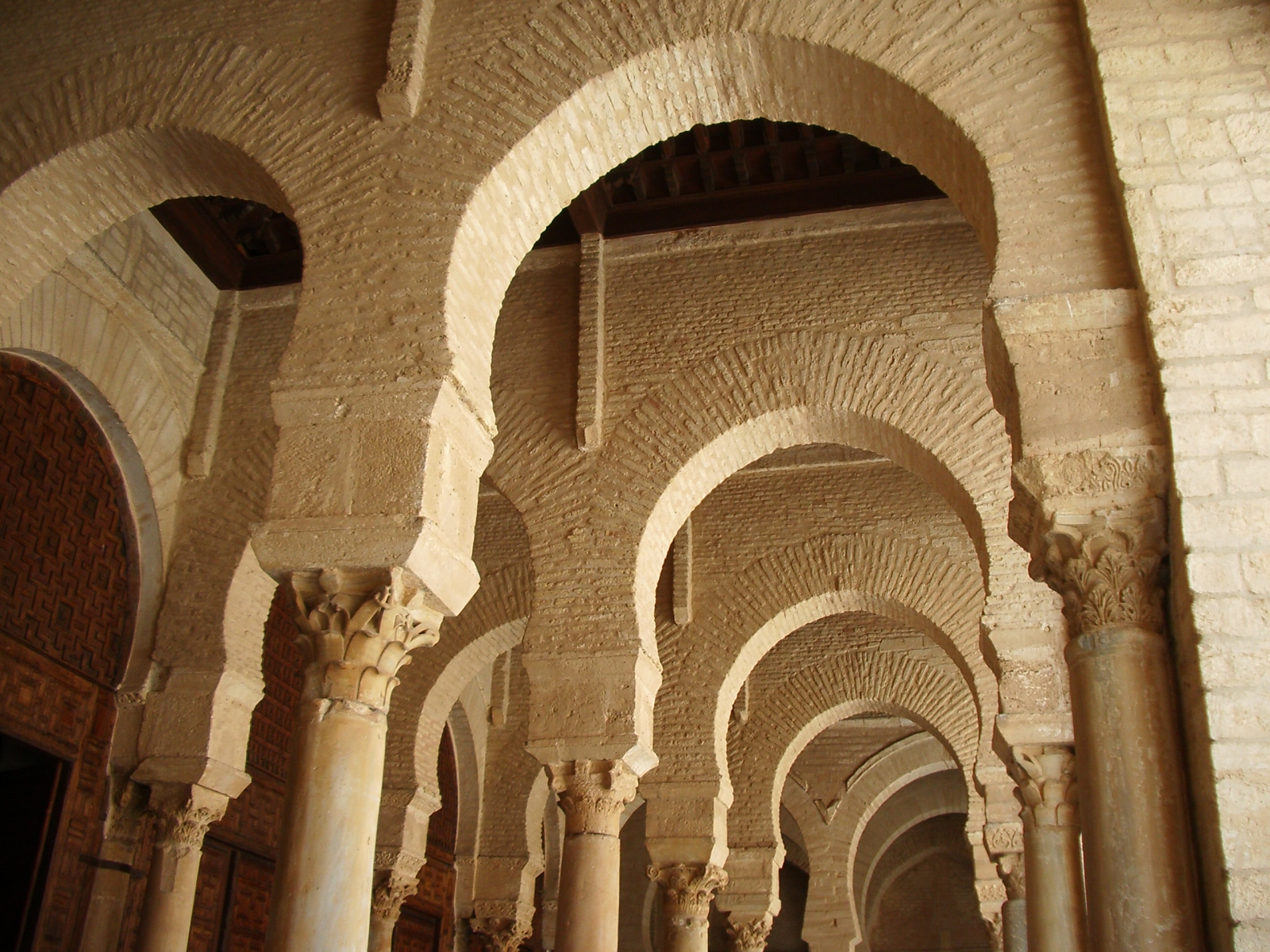
Archi a ferro di cavallo all'interno della Grande moschea di Qayrawan, a Al-Qayrawan, Tunisia.

L'arco a ferro di cavallo (in spagnolo arco de herradura /ˈarko de eraˈduɾa/), anche chiamato arco moresco e arco a buco della serratura, è l'arco più rappresentativo dello stile moresco. Esso può essere smussato, acuto o a forma di lobo.
Gli archi a ferro di cavallo sono noti sin dai tempi della Siria preislamica, dove furono adoperati, nel IV secolo d.C., nel Battistero di Mar Ya'qub (San Giacomo) a Nisibis. Ciononostante fu in Spagna e nell'Africa settentrionale (dove si diffuse dalla Spagna) che questo tipo di arco sviluppò le sue peculiarità. Precedentemente alla conquista islamica della penisola iberica, i Visigoti lo utilizzarono come uno dei loro elementi principali, derivandolo perlomeno dal periodo romano. Alcune lapidi di quell'epoca sono state trovate nella Spagna settentrionale con degli archi di questo tipo scolpiti sulla superficie, con una ricerca sulle tradizioni locali celtiche preromane. In aggiunta gli archi della chiesa di Santa Eulalia di Boveda, parte di un precedente tempio romano, a Lugo puntano in quella direzione.
La forma visigota fu adottata e migliorata dagli Omayyadi, che accentuarono la curvatura dell'arco e aggiunsero colori alternati per rimarcare l'effetto dato della forma. Ciò può essere facilmente notato nella loro opera più importante, la Grande moschea di Cordova. Questo tipo di arco a ferro di cavallo in seguito si diffuse in tutto il Califfato e nelle aree adiacenti, e fu impiegato dai successivi emirati della penisola, i taifa, nonché dagli Almoravidi, dagli Almohadi e dai Nasridi del sultanato di Granada, nonostante anche archi a forma di lobo, smussati e acuti fossero usati all'epoca. Anche i Mozarabi adottarono questo stile di arco nella loro architettura e nei loro manoscritti miniati.
Gli archi a ferro di cavallo furono adoperati anche nella Grande moschea di Qayrawan, ad Al-Qayrawan e, in una forma leggermente appuntita, nella Moschea di Ibn Khalun, in Tunisia e nella moschea Università al-Qarawiyyin in Marocco. Lo stile mudéjar, sviluppatosi tra il XII e il XVII secolo, continuò la tradizione degli archi a ferro di cavallo nella penisola iberica, cominciata nel VII secolo con i Visigoti.
Oltre al suo utilizzo nel mondo islamico, l'arco a ferro di cavallo diventò popolare nei Paesi occidentali al tempo della rinascita moresca. Esso fu ampiamente usato nelle sinagoghe risalenti a questo periodo. Questi archi sono anche una tipicità dell'architettura indo-saracena, uno stile associato all'impero anglo-indiano.